# Quinto Calpurnio Pisón
Quinto Calpurnio Pisón  era un político y militar romano.

## Carrera política
Fue cónsul en el año 135 a. C. con Servio Fulvio Flaco y fue enviado contra la ciudad celtíbera de Numancia. Sin embargo no atacó a esta ciudad, y se contentó con saquear la zona en el entorno de la ciudad de Pallantia.